# 李兆庚
李兆庚，福建瓯宁（今福建建瓯）人，是一名明朝政治人物。
李兆庚曾于1592年接替沈一德任崇明县知县一职，1598年由杨大成接任。